# Лиму (кантон)
Лиму́ (фр. Limoux) — кантон во Франции, находится в регионе Окситания, департамент Од. Входит в состав округа Лиму.
Код INSEE кантона — 1120. Всего в кантон Лиму входят 23 коммуны, из них главной коммуной является Лиму.

## Коммуны кантона
| Коммуна                  | Население, чел. (1999) | Почтовый индекс | Код INSEE |
| ------------------------ | ---------------------- | --------------- | --------- |
| Ажак                     | 196                    | 11300           | 11003     |
| Але-ле-Бен               | 464                    | 11580           | 11008     |
| Бурьеж                   | 140                    | 11300           | 11045     |
| Бурижоль                 | 54                     | 11300           | 11046     |
| Вераза                   | 45                     | 11580           | 11406     |
| Вильлонг-д’Од            | 279                    | 11300           | 11427     |
| Гажа-э-Вильдьё           | 266                    | 11300           | 11158     |
| Кастельран               | 165                    | 11300           | 11078     |
| Курнанель                | 524                    | 11300           | 11105     |
| Ла-Безоль                | 42                     | 11300           | 11039     |
| Ла-Динь-д’Аваль          | 493                    | 11300           | 11120     |
| Ла-Динь-д’Амон           | 252                    | 11300           | 11119     |
| Лиму                     | 9 411                  | 11300           | 11206     |
| Лупья                    | 181                    | 11300           | 11207     |
| Магри                    | 421                    | 11300           | 11211     |
| Мальра                   | 330                    | 11300           | 11214     |
| Полинь                   | 297                    | 11300           | 11274     |
| Пьёс                     | 906                    | 11300           | 11289     |
| Сен-Куа-дю-Разе          | 49                     | 11300           | 11338     |
| Сен-Мартен-де-Вильреглан | 248                    | 11300           | 11355     |
| Сепи                     | 540                    | 11300           | 11090     |
| Туррей                   | 93                     | 11300           | 11394     |
| Фест-э-Сент-Андре        | 202                    | 11300           | 11142     |

## Население
Население кантона на 1999 год составляло 15 598 человек.
| 1962   | 1968   | 1975   | 1982   | 1990   | 1999   | 2006 | 2007 |
| ------ | ------ | ------ | ------ | ------ | ------ | ---- | ---- |
| 14 058 | 15 652 | 15 748 | 15 450 | 15 600 | 15 598 | -    | -    |